# San Pedro la Cueva
San Pedro la Cueva är en ort i Mexiko.   Den ligger i kommunen Tlaxco och delstaten Tlaxcala, i den sydöstra delen av landet, 100 km öster om huvudstaden Mexico City. San Pedro la Cueva ligger 2 547 meter över havet och antalet invånare är 244.
Terrängen runt San Pedro la Cueva är kuperad norrut, men söderut är den platt. Runt San Pedro la Cueva är det ganska tätbefolkat, med 70 invånare per kvadratkilometer. Närmaste större samhälle är Tlaxco, 4,4 km öster om San Pedro la Cueva. Trakten runt San Pedro la Cueva består till största delen av jordbruksmark.